# Ірландія (лордство)
Лордство Ірландія (ірл. Tiarnas na hÉireann, англ. Lordship of Ireland) — середньовічна ірландська держава, котра виникла після норманського завоювання Ірландії в 1169—1171 роках й існувала до 1542 року, коли лордство було перетворено на королівство. Державою керували з Пейла, де був розташований парламент (маєток анжуйської династії), а лордами Ірландії були представники Плантагенетів. Оскільки лордом Ірландії був король Англії, його представником був намісник Ірландії.
Феодальна система сприяла значній автономності гіберно-норманських шляхетних дворів, що мали майже стільки ж повноважень, як і власне ґельські королі. Хоча ця держава представляла весь острів, деякі його частини нормани ніколи не захоплювали. Наприклад, Томонд і Десмонд у Манстері чи Тір Конайлл та Тайрон в Ольстері залишалися суверенними утворенням до епохи Тудорів.